# Попово (Тирговиштська область)
По́пово (болг. Попово) — місто в Тирговиштській області Болгарії. Адміністративний центр общини Попово.

## Населення
За даними перепису населення 2011 року у місті проживали 15 648 осіб.
Національний склад населення міста:
| Національність   | Кількість осіб | Відсоток |
| ---------------- | -------------- | -------- |
| болгари          | 12278          | 88,7%    |
| турки            | 1413           | 10,2%    |
| цигани           | 35             | 0,3%     |
| інша             | 34             | 0,2%     |
| не визначились   | 76             | 0,5%     |
| Всього відповіли | 13836          |          |

Розподіл населення за віком у 2011 році:
Динаміка населення: